# グリーンビル・ドライブ
グリーンビル・ドライブ（英語: Greenville Drive）は、アメリカ合衆国サウスカロライナ州グリーンビル郡グリーンビルに本拠地をおくマイナーリーグのプロ野球チーム。MLBのボストン・レッドソックス傘下A級チームでサウス・アトランティックリーグ南地区に所属している。本拠地球場はフルアー・フィールド・アット・ザ・ウェスト・エンド。

## 歴史
1977年、ノースカロライナ州シェルビーにシェルビー・レッズの名でウェスタンカロライナズ・リーグ（後のサウス・アトランティックリーグ）所属かつシンシナティ・レッズ傘下のマイナー球団として創設された。その後、ピッツバーグ・パイレーツ（1979年 - 1980年）、ニューヨーク・メッツ（1981年 - 1982年）と提携先が変わると、チーム名も親球団のものを踏襲していた。
1983年にはサウスカロライナ州コロンビアへ移転し、コロンビア・メッツにチーム名が改称された（1992年まで）。さらに1993年にはキャピタルシティ・ボンバーズに改称された（2004年まで）。
2005年にはサウスカロライナ州グリーンビルへ移転し、グリーンビル・ボンバーズにチーム名が改称され、提携先もボストン・レッドソックスに変更となった。2006年からは新球場がオープン、チーム名もグリーンビル・ドライブに改称されたが、これは街が自動車産業で発展したことに由来している。 

## 過去の主な所属選手

### シェルビー時代
- トム・フォーリー (内野手)
- レニー・ダイクストラ
- ジョン・ギボンズ
- マーク・キャリオン
- ロジャー・マクダウェル

### コロンビア・メッツ時代
- ランディ・マイヤーズ
- エディ・ウィリアムズ
- デビッド・ウエスト
- グレッグ・ジェフリーズ
- ブライアン・ギブンス
- クリス・ドネルス
- エリック・ヒルマン
- アルベルト・カスティーヨ (捕手)
- フェルナンド・ビーニャ
- ジョー・クロフォード
- ボビー・ジョーンズ (右投手)
- ジェイソン・ハッカミー

### キャピタルシティ・ボンバーズ時代
- ブライアン・ドーバック
- マーク・クルーン
- プレストン・ウィルソン
- テレンス・ロング
- ギレルモ・モタ
- ラモン・タティス
- オクタビオ・ドーテル
- ネルソン・フィゲロア
- ディッキー・ゴンザレス
- ジェイソン・フィリップス (捕手)
- ティム・コーコラン
- ジェロッド・リガン
- エンディ・チャベス
- クレイグ・ブラゼル
- マイク・ジェイコブス
- ジェフ・ダンカン
- アンヘル・パガン
- ホセ・レイエス
- ボビー・ケッペル
- ジャスティン・ヒューバー
- デビッド・ライト
- レニー・ディナルド
- ブレット・ハーパー
- スコット・カズミアー
- マット・リンドストロム
- ラスティングス・ミレッジ
- エバン・マクレーン
- ヤスメイロ・ペティット

### グリーンビル・ドライブ時代
- マイケル・ボウデン
- クレイ・バックホルツ
- クリストファー・ネグロン
- ジョシュ・レディック
- ダニエル・バード
- フェリックス・ドゥブロン
- ジョン・レスター (左投手)
- ミゲル・ソコロビッチ
- ライアン・ケイリッシュ
- 林哲セン
- ヤマイコ・ナバーロ
- アンソニー・リゾ
- ホセ・アルバレス (1989年生の投手)
- ニック・ハガダン
- ティム・フェデロビッチ
- アレックス・ハッサン
- ジェレミー・ヘイゼルベイカー
- ライアン・ラバーンウェイ
- ウィル・ミドルブルックス
- スティーブン・ファイフ
- ケイシー・ケリー
- ストルミー・ピメンテル
- ジョン・スモルツ
- ハンター・ストリックランド
- ダン・バトラー
- レイモンド・フエンテス
- クリスチャン・バスケス
- ドレイク・ブリットン
- シーザー・カブラル
- ロマン・メンデス
- ライアン・プレスリー
- ザンダー・ボガーツ
- ジャッキー・ブラッドリー・ジュニア
- ブライス・ブレンツ
- トラビス・ショウ
- ハンター・セルベンカ
- クリス・マーティン
- アンソニー・ラナウド
- ブランドン・ワークマン
- ギャリン・チェッキーニ
- ブレイク・スワイハート
- マット・バーンズ
- クリス・カーペンター (1985年生の投手)
- リッチ・ヒル
- アンドリュー・ミラー
- ヘンリー・オーウェンス (左投手)
- ノエ・ラミレス
- ムーキー・ベッツ
- ブライアン・ジョンソン (投手)
- パット・ライト (投手)
- オースティン・マドックス
- カイル・マーティン (投手)
- フランキー・モンタス
- フランクリン・モラレス
- J.B.ウェンデルケン
- カルロス・アスアヘ
- スティーブン・ドリュー
- 林子偉
- マニュエル・マーゴット
- サム・トラビス
- アンドリュー・ベニンテンディ
- ラファエル・デバース
- ヨアン・モンカダ
- エドウィン・エスコバー
- マイケル・コペック
- 上原浩治
- ヘルソン・バティスタ
- 松尾晃雅